# Никонов, Павел Тихонович
Па́вел Ти́хонович Ни́конов (20 декабря 1889, Визимбирь, Ирмучашская волость, Уржумский уезд, Вятская губерния, Российская империя ― 10 сентября 1972, Йошкар-Ола, Марийская АССР, РСФСР, СССР) ― русский советский военный деятель. Участник Первой мировой войны и Гражданской войны в России. Кавалер 3 Георгиевских крестов.

## Биография
Родился 20 декабря 1889 года в деревне Визимбирь ныне Куженерского района Марий Эл в семье маломощного крестьянина из мари. Православный. Окончил начальную школу в родной деревне.
В 1911 году призван в Российскую императорскую армию. Участник Первой мировой войны с 1914 года: наводчик артиллерийского орудия, кавалерист. Проявил личную отвагу, героизм в боях на территории Восточной Пруссии, Польши, Украины. Был неоднократно ранен. Произведён в штабс-капитаны и награждён 3 Георгиевскими крестами, был представлен к 4 Георгиевскому кресту.
Участник Гражданской войны в России с 1918 года: кавалерист в Конармии С. М. Будённого, участвовал в боях против А. И. Деникина. В 1919 году после ранения и контузии демобилизован из армии.
В 1920―1930-е годы ― был активистом колхозного строительства в родной деревне Визимбирь Куженерского района Марийской автономной области.
Ушёл из жизни 10 сентября 1972 года в г. Йошкар-Оле Марийской АССР.

## Боевые награды
- Георгиевский крест II степени[3][2]
- Георгиевский крест III степени[3][2]
- Георгиевский крест IV степени[3][2]
- Медаль «За храбрость»[2]